# Trasporti in Sudan

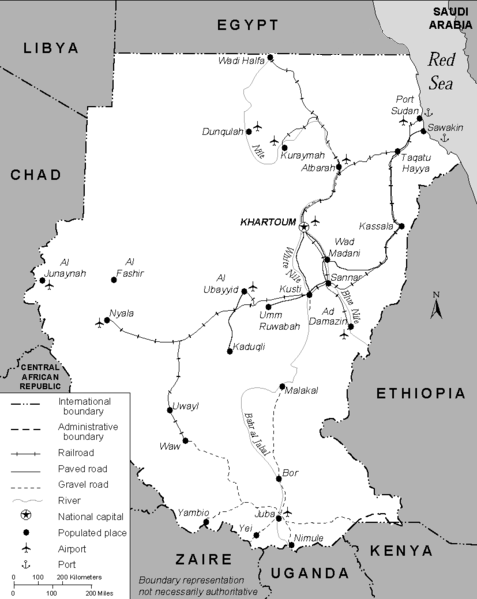
Mappa delle infrastrutture e trasporti del Sudan (1991)

I Trasporti del Sudan durante gli inizi degli anni novanta includevano un sistema ferroviario in grado di connettere le zone più popolate del Sudan settentrionale mentre quelle nel lontano meridione restavano principalmente scollegate, con solo un magro interlacciamento di strade sterrate (solo poche erano asfaltate e percorribili anche con la stagione delle piogge) e una naturale rotta "marittima" interna: il Nilo e i suoi affluenti. Era presente una compagnia aerea nazionale che provvedeva sia ai voli nazionali che a quelli internazionali.
A completamento di queste infrastrutture c'era il porto marittimo di Porto Sudan sul Mar Rosso con una piccola ma moderna flotta mercantile, ed un oleodotto che da Khartum andava fino a Porto Sudan.
Pochi sforzi sono stati fatti negli anni ottanta per migliorare queste infrastrutture e trasporti. L'incremento delle attività commerciali nel bel mezzo degli anni settanta hanno costretto il governo ad investire una sostanziale quantità di fondi pubblici nello sviluppo del settore dei trasporti.

## Strade
totale: 11,900 km

asfaltate:
4,320 km

sterrate:
7,580 km (stima del 1996)
Nel 1990 il sistema stradale del Sudan totalizzava circa tra i 20.000 ed i 25.000 km. Le strade asfaltate erano circa tra i 3.000 ed i 3.500 km (escluse quelle interne alle città), va detto che 1.200 di questi chilometri facevano parte della strada che da Khartum porta a Porto Sudan.
Nella parte meridionale del paese, dove non esiste la mancanza di materiale laterizio, ci sono circa tra i 3.000 ed i 4.000 km di strade sterrate, la maggior parte delle quali sono percorribili durante l'arco di tutto l'anno e solo alcune rimangono impercorribili durante la stagione delle piogge. Molte delle strade nel Sudan Meridionale sono diventate inutilizzabili visto che sono state minate dall'Esercito di Liberazione del Popolo del Sudan (S.P.L.A.).
Le strade nella regione argillosa del Sudan orientale, una regione di grande rilevanza economica, rimasero impraticabili per diversi mesi durante le stagioni delle piogge. Anche nella stagione secca le strade del Sudan orientale rimasero percorribili solo con automobili equipaggiate con pneumatici speciali.
Fino agli inizi degli anni '70 il governo pensava che era meglio preoccuparsi delle ferrovie che del sistema stradale nazionale. Addirittura nella metà degli anni '30 ci fu un tentativo legislativo per prevenire la costruzione di una strada che collegasse Khartum con Porto Sudan.
L'unico spezzone di strada che era stata asfaltata negli anni '70 era quello che collegava Khartum a Wad Madani. L'asfaltatura di questa strada cominciò sotto il programma di aiuti degli Stati Uniti d'America del 1962, ma i lavori si fermarono nel 1967, quando le relazioni diplomatiche tra il Sudan e gli Stati Uniti vennero meno a causa della Guerra Arabo-Israeliana del giugno 1967. Comunque l'equipaggiamento non fu rimosso e lavoratori locali furono in grado di completare i lavori per il 1970.
Il governo così si dovette ricredere e, dalle ferrovie, incominciò a concentrare le proprie forze sull'asfaltatura delle strade con la ristipulazione del Piano dei 5 Anni e del Programma d'Azione ad Interim nel 1973 e con la decisione di incoraggiare la competizione tra il trasporto su gomma e quello ferroviario. L'asfaltatura della strada che univa Khartum con Porto Sudan tramite Gadaref e Cassala fu anche un'occasione per aggiornare la strada Khartum-Wad Madani. La strada Wad Madani-Porto Sudan fu costruita in 4 diverse sezioni ognuna finanziata da diversi paesi stranieri, il tratto Wad Madani-Gadaref fu realizzato con la diretta partecipazione dei Cinesi mentre gli altri tre spezzoni furono fatti con la collaborazione dell'Italia, della Jugoslavia e della Germania Ovest.
L'ultima sezione di questa strada fu inaugurata nel 1980.
Altri progetti di asfaltatura di strade effettuati all'inizio degli anni '80 furono quelli della strada Wad Madani-Sennar e un'estensione che da Sennar portasse fino a Kosti sul Nilo Bianco che fu completata nel 1984. Da allora sono stati fatti altri progressi e la strada asfaltata è stata estesa fino a Umm Ruwaba con l'intenzione di arrivare fino ad Al-Ubayyid. Paradossalmente i camionisti continuarono ad andare ad Al-Ubayyid tramite Omdurman, attraversando la boscaglia Saheliana e il qoz, per evitare le tasse imposte sulla più veloce e sicura strada che partiva da Khartum e passava tramite Kosti.
Fu anche migliorata la qualità di un certo numero di strade che da Juba portavano fino alle città del sud-ovest e verso il confine dell'Uganda. In aggiunta a queste migliorie il governo ha costruito anche una strada di ghiaia percorribile sia durante la stagione secca che in quella della piogge, nella zona est della città di Juba per connettere il Sudan al Kenya tramite la città di Lodwar.
Le strade che partono dalla città di Juba sono state pesantemente minate e i loro ponti distrutti dall'Esercito di Liberazione del Popolo del Sudan (S.P.L.A.); in seguito e a causa della mancanza di manutenzione, le loro condizioni si sono seriamente deteriorate.
Il governo, soprattutto nella parte orientale e centrale del paese, incoraggia il settore dei trasporti privati. La costruzione di strade in grado di sopportare sia le peripezie della stagione secca che quelle della stagione delle piogge hanno incentivato l'economia del paese con la costruzione di nuove industrie e fabbriche. La compagnia di trasporti Sudanese-Kuwaiti Transport Company, un'impresa per lo più finanziata dal governo del Kuwait, incominciò ad esercitare nel 1975 con 100 grandi camion e auto-articolati; la maggior parte del traffico è nella strada che da Khartum va a Porto Sudan.

## Rotte commerciali sui fiumi interni navigabili
5.310 km navigabili

## Aeroporti e aviazione
Sono presenti 88 aeroporti (stima del 2006), 15 con piste di decollo asfaltate; 1 eliporto.

### Aeroporti con piste di decollo asfaltate
totale: 12

lunghezza sopra i 3.047 m:
1

lunghezza da 2.438 fino a 3.047 m:
8

lunghezza da 1.524 fino a 2.437 m:
3 (stima 1999)

### Aeroporti con piste di decollo non asfaltate
totale: 73 (2006)

lunghezza da 1.524 fino a 2.437 m:
15

lunghezza da 914 fino a 1.523 m:
24

sotto i 914 m:
10 (stima 1999)

## Porti e flotta marittima

### Marina mercantile
totale: 4 navi (di 1,000 GRT o sopra i 1,000 GRT) per un totale di 38,093 GRT/DWT 49.727 metri

nave per tipo:
cargo 2, roll-on/roll-off 2 (stima 1999)

## Oleodotti
Nel 1975 fu costruito un oleodotto per alleviare il carico ferroviario del trasporto di petrolio tra le città di Khartum e Porto Sudan. Fu completato nella metà del 1976, la sua lunghezza era di 815 km e era parallelo alla linea ferroviaria, ma per via delle perdite di petrolio lungo il suo percorso fu reso operativo soltanto nel settembre del 1977. La capacità di questo oleodotto è di 600.000 tonnellate la quale fu raggiunta verso la metà del 1981.
All'inizio del 1982 furono installate delle stazioni di pompaggio lungo l'oleodotto per 
incrementarne la capacità a 1 milione di tonnellate. L'impianto fu usato per il trasporto di gasolio, gas liquido, cherosene, e combustibile per l'aviazione dalla raffineria e da altre strutture per l'importo situate nella città di Porto Sudan.
Il combustibile così trasportato veniva poi immagazzinato in apposite strutture a Khartum e Atbara, mentre i vagoni ferroviari potevano così essere impiegati per il trasporto di petrolio dalle parti occidentali e meridionali del paese.